# Dupophilus brevis
Dupophilus brevis is een keversoort uit de familie beekkevers (Elmidae). De wetenschappelijke naam van de soort werd in 1872 gepubliceerd door Étienne Mulsant en Claudius Rey.